# جی‌کیو
جی‌کیو (به انگلیسی: GQ کوتاه‌شده Gentlemen's Quarterly) قبلاً به نام‌های (Gentlemen's Quarterly و Apparel Arts) مجله بین‌المللی ماهانه مردانه آمریکایی است که در شهر نیویورک مستقر است و در سال ۱۹۳۱ تأسیس شده است. این نشریه بر مد، پوشاک و فرهنگ مردان تمرکز دارد، اگرچه مقالاتی در مورد غذا، فیلم، تناسب اندام، سکس، موسیقی، سفر، ورزش، فناوری و کتاب نیز ارائه شده است.

## تاریخچه
این مجله نخستین بار در ایالات متحده آمریکا در سال ۱۹۵۸ میلادی به چاپ رسید اما هم‌اکنون در گوشه و کنار جهان معمولاً با به‌کارگیری ستاره‌های کشورهای چاپ کننده؛ مجله جی کیو به چاپ می‌رسد. برای نمونه می‌توان جدول زیر که به ترتیب سال چاپ این مجله در کشورهای گوناگون جهان و به زبان‌های گوناگون است؛ اشاره کرد:
| نام لاتین    | کشور (کشورهایی که مجله در آن پخش می‌شود.) | نخستین چاپ       | زبان           | چاپ کننده                                                     |
| ------------ | ---------------------------------------- | ---------------- | -------------- | ------------------------------------------------------------- |
| GQ           | ایالات متحده آمریکا و کانادا ۱.          | ۱۹۵۸ میلادی      | انگلیسی        | چاپخانه کوند نست چاپخانه جهانی                                |
| British GQ   | بریتانیا بزرگ و ایرلند                   | ۱۹۸۸ میلادی      | انگلیسی        | چاپخانه کولچستر Colchester Publications                       |
| GQ Spain     | اسپانیا                                  | ۱۹۹۴ میلادی      | اسپانیایی      | چاپخانه کوند نست چاپخانه جهانی                                |
| GQ Taiwan    | تایوان                                   | ۱۹۹۶ میلادی      | چینی سنتی      | چاپخانه کوند نست شعبه در تایوان                               |
| GQ           | آلمان و اتریش                            | ۱۹۹۷ میلادی      | آلمانی         | چاپخانه کوند نست چاپخانه جهانی                                |
| GQ           | آفریقای جنوبی                            | ۱۹۹۸ میلادی      | انگلیسی        | چاپخانه کوند نست چاپخانه جهانی                                |
| GQ Italy     | ایتالیا                                  | ۱۹۹۹ میلادی      | ایتالیایی      | چاپخانه کوند نست شعبه در ایتالیا                              |
| GQ Australia | استرالیا                                 | ۱۹۹۹ میلادی      | انگلیسی        | چاپخانه نیو مگزین News Magazines                              |
| GQ Portugal  | پرتغال                                   | ۲۰۰۱ میلادی      | پرتغالی        | چاپخانه ادیرویستاس Edirevistas S.A                            |
| GQ Russia    | روسیه                                    | ۲۰۰۱ میلادی      | روسی           | چاپخانه کوند نست چاپخانه جهانی                                |
| GQ Korea     | کره جنوبی                                | ۲۰۰۱ میلادی      | کره‌ای          | چاپخانه کوند نست شعبه در کره چاپخانه دوسان Doosan Corporation |
| GQ Japan     | ژاپن                                     | ۲۰۰۳ میلادی      | ژاپنی          | چاپخانه کوند نست شعبه در ژاپن                                 |
| GQ Mexico    | مکزیک                                    | ۲۰۰۶ میلادی      | اسپانیایی      | چاپخانه کوند نست شعبه در مکزیک                                |
| GQ France    | فرانسه، بلژیک و سوئیس                    | ۲۰۰۸ میلادی      | فرانسوی        | چاپخانه کوند نست شعبه در فرانسه                               |
| GQ India     | هند                                      | ۲۰۰۸ میلادی      | انگلیسی        | چاپخانه کوند نست شعبه در هند                                  |
| GQ Romania   | رومانی                                   | ۲۰۰۸ میلادی      | رومانیایی      | گروه ادیپرس                                                   |
| GQ China     | چین                                      | ۲۰۰۹ میلادی      | چینی           | سرویس خبری چین                                                |
| GQ Brazil    | برزیلی                                   | ۲۰۱۱ میلادی      | پرتغالی برزیلی | چاپخانه کوند نست شعبه در برزیل                                |
| GQ Turkey    | ترکیه                                    | مارس ۲۰۱۲ میلادی | ترکی           | دوگوس هلدینگ                                                  |

هیو جکمن روی جلد جی‌کیو

۱. البته باید گفت که مجله جی کیو آمریکا (اصلی:نخستین چاپ ۱۹۵۸ میلادی) در بیش‌تر جای‌های جهان پخش می‌شود.